# Paolo Banchero
Paolo Napoleon James Banchero (født d. 12. november 2002) er en italiensk-amerikansk professionel basketballspiller, som spiller for NBA-holdet Orlando Magic.

## Klubkarriere

### Orlando Magic
Banchero blev draftet med det første valg i 2022 draften af Orlando Magic. Han imponerede i sin debutsæson, hvor han scorede 20 point per kamp. Ved sæsonens udgang blev han kåret til Rookie of the Year.